# Vern Hatton
Walter Vernon Hatton, detto Vern (Owingsville, 13 gennaio 1936 – 21 marzo 2025), è stato un cestista statunitense, professionista nella NBA.

## Carriera
Venne selezionato dai Cincinnati Royals al secondo giro del Draft NBA 1958 (9ª scelta assoluta).

## Palmarès
- Campione NCAA (1958)